# Троицкая площадь (Адмиралтейский район)
Тро́ицкая площадь — площадь в Адмиралтейском районе Санкт-Петербурга на пересечении Троицкого проспекта и Измайловского проспекта.

## Наименование
Первоначальное название Соборная Троицкая площадь, известно с 1857 года, связано со строительством на площади собора Святой Троицы. Параллельно существовало сокращенное название Троицкая площадь, которое постепенно вытеснило предыдущее.
6 октября 1923 года получило название площадь Красных Командиров, одновременно с переименованием Измайловского проспекта  в проспект Красных Командиров. 13 января 1944 года присвоено название Измайловская площадь, одновременно с возвращением исторического наименования Измайловскому проспекту. С 1957 года называется Троицкая площадь.

## История
Площадь была образована вокруг Свято-Троицкого Измайловского собора (возведён в 1828—1835 годах).

### Нереализованные проекты
В 1920 году на площади собирались создать памятник III Интернационалу по проекту Владимира Татлина. В 1924-м, сразу после смерти Владимира Ленина появилось предложение установить ему памятник, проект 400-метрового монумента из бронзы разработал Владимир Щуко.

### Памятник Славы
В 1886 году перед собором по проекту Д. И. Гримма был установлен Памятник Славы в честь побед в Русско-турецкой войне 1877—1878 годов. Памятник представлял собой 28-метровую колонну, сложенную из шести рядов пушечных стволов, отбитых у турок. На верху колонны был расположен гений с лавровым венком в протянутой руке, увенчивающий победителей. Вокруг колонны на отдельных гранитных пьедесталах стояли артиллерийские орудия, также захваченные у неприятеля. Триумфальный монумент 25 октября 1886 года открывал император Александр III.
В январе 1930 года мемориальный комплекс был разобран и позже переплавлен. По одной из легенд, всё дело заключалось в дружбе с Турцией, которая сочла оскорбительным существование в Ленинграде такого памятника.
В 1969 году на месте колонны установили монумент В. П. Стасову, архитектору собора. Его поставили к 200-летию со дня рождения зодчего (1769—1848). Это был бюст, установленный на высокий металлический постамент. Вокруг разбили сквер.
В 2004 году его перенесли в Музей городской скульптуры на временное хранение с целью установки на Троицкой площади воссозданного памятника русской воинской славы. Открытие состоялось 1 октября 2005 года. Отливкой пушек занимался Новолипецкий металлургический комбинат. В 2013 году бюст Стасова был возвращён на площадь.

## Достопримечательности

### Свято-Троицкий Измайловский собор(Измайловский проспект, дом 7, Троицкий проспект, дом 1)
Свято-Троицкий Измайловский собор или Собор Святой Живоначальной Троицы лейб-гвардии Измайловского полка в стиле классицизм построен в 1828-1835 годах по проекту архитектора В.П. Стасова. Здание высотой около 80 м вмещает до 3000 человек. Малые купола вокруг главного купола расположены над рукавами греческого равноконечного креста, по странам света. На большом куполе 280 звёзд, а на малых по 208. Главный купол собора — второй по величине деревянный купол в Европе. 25 августа 2006 года собор пострадал от пожара, возникшего на строительных лесах главного купола. В 2009 году проведена реставрация фасадов.

### Колонна Славы
Колонна Славы первоначально изготовлена в 1886 году по проектору архитектора Д.И. Гримма и скульптора П.И. Шварца в честь подвигов русских войск, принимавших участие и победивших в Русско-турецкой войне 1877—1878 годов. Представляет собой 28-метровую колонну, сложенную из пяти рядов пушек, отбитых в войну у турок. На верху колонны была расположена богиня победы с лавровым венком в протянутой руке, увенчивающая победителей. В 1928 году решением районных властей колонна была демонтирована, как «символ российского милитаризма». Современный вариант памятника открыт в 2005 году, скульптура Славы изготовлена по проекту З.К. Церетели.

### Доходный дом (Измайловский проспект, дом 7)
Доходный дом в стиле эклектики построен в 1901-1902 годах по проекту архитектора А.С. Пронина. В этом доме прошли детские годы будущего ученого и академика Дмитрия Сергеевича Лихачева.

### Казарма 2-й артиллерийской бригады (Измайловский проспект, дом 2А)
Казарма 2-й артиллерийской бригады построено в 1907 году. Сейчас здесь располагается 2-й специальный моторизованный полк Федеральной службы войск национальной гвардии.

### Манеж лейб-гвардии Измайловского полка (Измайловский проспект, дом 2,1-я Красноармейская улица, дом 15)
Манеж лейб-гвардии Измайловского полка или Военмех. Учебно-лабораторный корпус или Измайловский гостиный двор. Каменное здание построено в классическом стиле в 1809-1812 годах по проекту архитектора Л. Руска. В 1950-е — 1980-е годы здание принадлежало Военмеху и считался учебно-лабораторным. В 2006 году здесь открылся административно-развлекательный комплекс «Измайловский гостиный двор».

### Солдатская казарма лейб-гвардии Измайловского полка (Измайловский проспект, дом 9, Троицкая площадь, дом 2,13-я Красноармейская улица, дом 1)
Солдатская казарма лейб-гвардии Измайловского полка построена в классическом стиле в 1800-1808 годах по проекту архитектора Ф.И. Волкова. Фасад окрашен в желтые цвет, колонны — в белый.

### Часовня у Троицкого собора (набережная реки Фонтанки, дом 132Д,Троицкий проспект, дом 1)
Александровская больница в память 19 февраля 1861 года. Часовня у Троицкого собора или Городское патологоанатомическое бюро. Кирпичное здание построено в 1866 году по проекту архитектора И.В. Штрома для размещения на нижнем этаже — покойницкой и часовни, на втором - анатомического зала и помещения для медицинских исследований с лабораторией. Сейчас здесь по-прежнему морг. 

- Троицкий собор и Колонная Славы
- Измайловский проспект, дом 7
- Здание манежа лейб-гвардии Измайловского полка
- Часовня у Троицкого собора

## Транспорт
Ближайшая к площади станция метро:   «Технологический институт» (пешком до площади 780 м).
Остановки общественного транспорта:
- «Измайловский проспект»: (на 1-й Красноармейской улице): трамвай 16; (на Троицком проспекте): автобусы 10, 290.
- «Троицкий проспект» (на Измайловском проспекте): автобусы 10, 70.